# اروین هوبر
اروین هوبر (انگلیسی: Erwin Huber؛ زادهٔ ۲۶ ژوئیهٔ ۱۹۴۶) سیاست‌مدار اهل آلمان است.
او رئیس اتحادیه سوسیال-مسیحی بایرن در سالهای ۲۰۰۷ تا ۲۰۰۹ بود.